# 帕爾瓦鄉 (比斯特里察-訥瑟烏德縣)
47°24′N 24°33′E / 47.400°N 24.550°E
帕爾瓦鄉（羅馬尼亞語：Comuna Parva, Bistrița-Năsăud），是羅馬尼亞的鄉份，位於該國西北部，由比斯特里察-訥瑟烏德縣負責管轄，面積71平方公里，海拔高度530米，2007年人口2,747，人口密度每平方公里39人。